# Тевтонський орден

Герб Великих магістрів Тевтонського Ордену

Орден братів німецького Дому святої Марії в Єрусалимі (лат. Ordo domus Sanctae Mariae Theutonicorum Ierosolimitanorum, нім. Orden der Brüder vom Deutschen Haus St. Mariens in Jerusalem), більш знаний як Тевтонський орден (лат. Ordo Teutonicus) — чернечий лицарський орден Римо-католицької церкви, заснований у ХІІ столітті, що складався переважно з вихідців із «тевтонських» (східно-німецьких) земель.
Орден брав участь у хрестових походах, а також відіграв значну роль у християнізації Східної Європи та поширенні західноєвропейських звичаїв на її теренах.

## Заснування ордену

### Перша версія
Нова установа зі статусом духовного ордена була затверджена одним із лідерів німецьких хрестоносців, князем Фрідріхом Швабським (Fürst Friedrich von Schwaben) 19 листопада 1190 року. Після взяття фортеці Акра засновники ордену влаштували в місті першу свою резиденцію.

### Друга версія
За іншою версією, під час 3-го хрестового походу, коли лицарі атакували Акру, купці з Любека і Бремена заснували польовий госпіталь. Герцог Фрідріх Швабський перетворив госпіталь у духовний орден, на чолі якого став капелан Конрад. Орден підпорядковувався місцевому єпископу й був відділенням ордену Іоаннітів.
Папа Римський Климент III утвердив орден як «fratrum Theutonicorum ecclesiae S. Mariae Hiersolymitanae» (Братерство Тевтонське церкви Святої Марії Єрусалимської) своєю папською буллою від 6 лютого 1191 року.
5 березня 1196 у храмі Акри[якому?] відбулася церемонія реорганізації ордену в духовно-лицарський орден. На церемонії були присутні магістри госпітальєрів і тамплієрів, а також світські й духовні особи Єрусалима. Папа Римський Іннокентій III підтвердив цю подію буллою, датованою 19 лютого 1199, і визначив такі завдання ордену, як захист німецьких лицарів, лікування хворих, боротьба з ворогами католицької церкви. Орден був підвладний Папі Римському та імператорові Священної Римської імперії.

### Третя версія
Під час 3-го хрестового походу, коли лицарі взяли Акру, польський лікар Криштоф Юрцев (його дружина походила з багатої українсько-польської сім'ї; володіла землями сучасної Холмщини) і німецький купець Лореаф заснували госпіталь[джерело?]. Пізніше Лореаф перетворив його на духовний орден, на чолі якого став Конрад. Орден підкорявся місцевому єпископові і був відділенням ордену Іоаннітів.

## Структура
Офіційна назва латинською мовою — Fratrum Theutonicorum ecclesiae S. Mariae Hiersolymitanae (оскільки ця організація була створена як католицька, а латинська є офіційною мовою католицької церкви).
Повна назва ордену німецькою — Brüder und Schwestern vom Deutschen Haus Sankt Mariens in Jerusalem. Скорочений варіант назви — Der Deutsche Orden
Найвищі керівники в ордені за різних обставин і в різні часи носили такі найменування (титули):
- Meister — «майстер», «керівник», «голова». В українській історичній літературі зазвичай уживається термін «магістр».
- Großmeister — «великий майстер», «найвищий керівник», «верховний вождь». В українській історичній літературі зазвичай уживається те само німецьке слово в українській транскрипції «Гросмайстер» або ж «Великий магістр».
- Landmeister — «Ландмайстер». Титул використовувався також у вигляді Administrator des Hochmeisteramtes in Preußen, Meister teutschen Ordens in teutschen und walschen Landen, що можна перекласти як «Адміністратор Головного Магістрату в Прусії, магістр тевтонського ордену в тевтонських і підконтрольних Землях (Областях)».
- Hoch- und Deutschmeister — «Верховний магістр і магістр Німеччини»
- Hochmeister —"Великий магістр", але частіше уживається в транскрипції як «Гохмайстер»

Інші старші керівники в ордені:
- Kommandeur — «командор», хоча суть цього слова означає «командувач», «командир».
- Capitularies — «капітульєр». Суть титулу — керівник капітули (зборів, наради, комісії).
- Rathsgebietiger — Можна перекласти як «член Ради».
- Deutschherrenmeister. На українську не перекладається. Означає приблизно «Головний магістр Німеччини».
- Balleimeister — «магістр маєтку (володіння)».

## Історія

### Утвердження в Східній Європі
У ХІІ-ХІІІ століттях вплив і багатство Тевтонського ордену були помічені багатьма державами, охочими під прапором «боротьби з язичниками» розправитися із своїми політичними супротивниками. Великий вплив мав тодішній голова тевтонців — Герман фон Зальца (Herman von Salza, 1209–1239), який був великим землевласником та довіреною особою імператора, а з 1222 року навіть став посередником у відносинах імператора Фрідріха II і Папи Римського. У 1211 році король Угорщини Андрій II запросив лицарів для допомоги в боротьбі з войовничими гунами (половцями).[джерело?] Тевтонці розмістилися на межі Трансильванії, отримавши при цьому значну автономію. Проте надмірні апетити та бажання бути незалежними від короля призвели до того, що у 1225 році Андрій II зажадав від лицарів покинути його землі.

### Боротьба з прусськими язичниками
Тим часом, 1217 року Папа Римський Гонорій III оголосив похід проти прусських язичників, на землі яких претендував польський князь Конрад I Мазовецький. У 1225 році князь попросив допомоги в тевтонських лицарів, обіцяючи їм володіння містами Кульм і Добринь, а також збереження за ними захоплених територій. Тевтонські лицарі прибули до Польщі в 1232 році, осівши на правому березі річки Вісли. Тут був побудований перший форт, на місці якого з часом виникло місто Торунь. При просуванні на північ були засновані міста Хелмно і Квідзин. Тактика лицарів була однаковою: після придушення місцевого язичницького вождя населення насильно наверталося в християнство. На захопленому місці будувався замок, навколо якого прибулими німцями починалося активне освоєння сільськогосподарських земель.

### Поширення впливу
Незважаючи на активні дії ордену в Європі, його офіційна резиденція (разом з Великим Магістром) знаходилася в Леванті. У 1220 році орден викупив частину земель у Верхній Галілеї і будує фортецю Штаркенберг. Тут розташовувався архів ордену і його скарбниця. Лише у 1271 році, після взяття фортеці мамелюцьким полководцем Бейбарсом, резиденція ордену переїхала до Венеції. У 1309 році столицею Тевтонських лицарів стало місто Марієнбург (нім. «Замок Марії»; польська назва — Мальборк). Поступово під владу Тевтонського ордену потрапила вся Пруссія. У 1237 році Тевтонський орден злився із залишками Ордену Мечоносців, тим самим отримавши владу і в Лівонії. При загарбницькому поході на Гданськ у 1308 році під гаслом «Jesu Christo Salvator Mundi» (Ісус Христос Рятівник Світу) було знищено майже все слов'янське населення міста (близько 10 тисяч жителів), на захоплені польські землі переселялись селяни з Німеччини. До того ж часу відноситься і загарбання орденом Східного Помор'я, що мало велике політичне значення, оскільки захоплення вже не переслідувало релігійних цілей. Таким чином, до кінця XIII століття орден фактично стає державою. До середини XIII століття, внаслідок IV хрестового походу, відбулося остаточне розмежування церкви та військово-лицарських орденів, і тевтонці повели активний наступ на Схід, підтримуючи давню німецьку ідею витіснення слов'ян і балтів «Drang nach Osten».

### Відносини з руськими князівствами і Великим Князівством Литовським
Підкорення естів у першій половині ХІІІ ст. призвело до перших зіткнень ордену з боярською Новгородською республікою. Перша сутичка відбулась у 1210 році, а вже 1224 року тевтони захопили стратегічно важливий пункт новгородців — місто Тарту (до того Юр'Їв). Протистояння з Новгородом відбувалося за сфери впливу у балтійському регіоні, проте до 1240-х років виникла реальна загроза скоординованої атаки всіх західних сил проти руських князівств, ослаблених монгольським нашестям та численними міжусобицями. У кінці серпня 1240 року орден, зібравши німецьких хрестоносців Балтії, данських лицарів з Ревеля і заручившись підтримкою папської курії, увійшов у псковські землі і захопив Ізборськ. Спроба псковського ополчення відбити фортецю, закінчилася поразкою. Лицарі, взявши в облогу Псков, скористались зрадою серед міщан і зайняли місто. Далі лицарі вийшли на кордони Новгородського князівства і побудували фортецю в Копор'ї. До Новгорода прибув Олександр Невський, і в 1241 він стрімким рейдом звільнив Копор'є. Після цього повернувся до Новгорода, де провів зиму, чекаючи прибуття підмоги з Владимира. У березні об'єднане новгородсько-владимирське військо звільнило Псков. Вирішальний бій, масштаби якого сильно перебільшувалися російською та радянською історіографією, відбувся 5 квітня 1242 на Чудському озері. Баталія закінчилася нищівною поразкою лицарів. Орден вимушений був укласти мир, за яким хрестоносці відмовилися від домагання на новгородські землі.
Найбільшого натиску ордену у ХІІІ-XIV століттях зазнало лише нещодавно утворене Велике Князівство Литовське. Боротьбу з орденом почав сучасник Олександра Невського литовський князь Міндовг. Він завдав лицарям двох нищівних поразок у битві при Саулі у 1236 і в битві біля озера Дурбе в 1260 роках. Наступники Міндовґа — князі Гедимін і Ольгерд перетворили Велике Князівство Литовське у найбільшу державу Європи, яка, проте, перебувала в постійних конфліктах з Тевтонським орденом.
У XIV столітті орден здійснив понад сотню походів на територію Литви. Ситуація покращилася лише починаючи з 1386 року, коли литовський князь Ягайло прийняв католицизм і одружився зі спадкоємицею польського трону, королевою Ядвігою Анжуйською. Це поклало початок зближенню Литви і Польщі, які в подальшому спільно протистояли натиску тевтонських лицарів на Схід.

### Занепад ордену
З початку XV століття, після подальшого зближення Великого князівства Литовського з Польським королівством, орден почав зазнавати труднощів у своїх агресивних східних кампаніях. 1410 року об'єднані польські та литовсько-руські війська завдали нищівної поразки армії ордену в Грюнвальдській битві. Загинуло понад двісті лицарів, а Тевтонський орден втратив репутацію непереможної сили. Польсько-литовським військом командували король Ягайло і його двоюрідний брат, великий князь литовський та руський Вітовт. У складі об'єднаного війська воювало і чимало руських лицарів із земель України та Білорусі, а також чехи (саме тут майбутній лідер гуситів Ян Жижка втратив своє перше око) і татарська гвардія литовського князя.
У 1411 році після двомісячної облоги Марієнбурга, що так і не увінчалася успіхом, орден виплатив контрибуцію Великому Князівству Литовському, після чого між сторонами було підписано мирний договір, проте дрібні сутички час від часу відбувалися і після цього.

### Занепад та ліквідація
З метою реформування Ордену правитель Священної Римської імперії Фрідріх III організував Лігу Прусських держав. Це спровокувало Тринадцятирічну війну, з якої Польське королівство вийшла переможницею. А це, своєю чергою, призвело до того, що 1466 року Тевтонський Орден вимушений був визнати себе васалом польського короля.
1525 року великий магістр Ордену Альбрехт Гогенцоллерн перейшов у протестантизм і перетворив орден на світську державу — залежне від Польського королівства (до 1657) Прусське герцогство.

## Господарство ордену
Орден поклав початок формуванню прусського землеволодіння, заснованого на владі великих поміщиків (юнкерів), появі знатних дворянських родів. Проте посилення політичної та економічної влади дворян сталося не відразу. На початку освоєння прусських земель орден сам займався сільським господарством у великих розмірах, але для обробітку землі в помістях потрібна була селянська праця. Виходячи з цього, орден розумно поширив систему німецького землеволодіння, що існувала на Заході на завойованих територіях, зв'язуючи право володіння землею з обов'язками феодалів і селян.
Документом про передачу землі служила орденська грамота, яка рахувалась тимчасовою основою управління аграрним сектором. У ній фіксувалися кордони земельної ділянки, правова форма володіння. Земельна ділянка могла бути виділеною у вигляді помістя німецькому дворянину як нагорода за добру службу. Для швидкого освоєння земель орден нерідко віддавав їх великими шматками, оскільки часто не вистачало колоністів.
Велика частина орденських земель розділялася між податними селами. У першому випадку грамота ордену вручалася безпосередньо власнику помістя. Селяни цих сіл отримували грамоту через локатора, який призначався з числа німецьких колоністів. Йому виділялась земельна ділянка визначеної площі для розподілу серед інших колоністів, що об'єднувалися в село й общину. За цю роботу локатор сам отримував землю (6-10 хурів), яка звільнялася від податків, і оголошувався спадковим старостою. Ця посада була його власністю. Він міг її продати чи подарувати. Староста слідкував за порядком у селі, за своєчасною сплатою податків і десятини, накладав штрафи на боржників, розв'язував конфлікти між селянами.

### Землі в орденській державі
Землі роздавалися за Кульмським і Магдебурзьким правом. Кульмське право — це фактично міське право, джерелами якого були Сілезькі золоті, Фрайберзькі срібні, Магдебурзькі та Фламандські правові норми, що найбільше відповідали інтересам нової спільності — міщан. Його отримали перші орденські міста Кульм (нині Хелмно) і Торн (нині Торунь, обидва — в Польщі). Стосовно орденських помість і сіл воно використовувалось лише в тій частині, яка регулювала відносини між селами і всередині них, між орденом і землевласниками. Кульмське право спочатку поширювалося тільки на німців. За цим правом господар ділянки міг передавати її у спадок дітям чи родичам і перші вісім — десять років взагалі не платив десятину з врожаю, щоб добре опанувати свій наділ і зробити його якнайродючішим.

#### Зміни після битви під Грюнвальдом
Після битви під Грюнвальдом, коли було сильно підірвано економічні позиції ордену, частіше стало застосовуватись Магдебурзьке право. Його основна відмінність полягала в іншому порядку успадкування землі, за яким спадкоємцем міг стати син лише господаря. В іншому випадку помістя ставало власністю ордену. Магдебурзьке право охоплювало ширше коло громадсько-правових відносин — встановлювало міру кримінального покарання, норми діяльності купецьких корпорацій. Магдебурзьке право на відміну від Кульмського сприяло розвитку великого землеволодіння. За ним власники великих помість отримували повну юрисдикцію над своїми підданими, могли чинити над ними без будь-яких обмежень суд і розправу. Кульмські дворяни мали лише право на «малий суд» за незначні провинності. Проте помістя, що передавалися за Магдебургським правом, не були ленними володіннями, але їх власники повинні були служити ордену. Тому колоністи надавали перевагу землі з Кульмським правом, яке передбачало кращі перспективи.
У період посиленого залучення колоністів на завойовані орденом землі німецькі селяни знаходилися у кращому становищі, ніж дворяни, оскільки вони були звільнені від участі у воєнних походах ордену, не притягувалися до будівництва і в значній мірі користувалися плодами своєї праці на землі. Тільки в другій половині XV ст. на селян німецьких земель був покладений обов'язок виставляти одного воїна з кожних 10 хурів (170 га) землі.
Привілейовані умови ведення німецьких селянських господарств вказує на те, що вони були вигідні ордену, адже їх сукупний землеробський продукт спочатку був основним капіталом, що давав сировину, матеріали, засоби до життя не лише всім зайнятим у землеробстві, але й населенню країни в цілому. Крім того, більшість селянських господарств в умовах простого товарного виробництва розвивало так звану домашню промисловість, яка давала їм необхідні ремісничі продукти і тим самим сприяла розвитку ремесла в державі.
Свої правила землеволодіння встановлювали єпископи разом з соборними капітулами. Більша частина їх земель передавалась поселенням на умовах лену, тобто під визначені воєнні й адміністративні обов'язки, хоча, як правило, ленники отримували землю в абсолютну власність, що обкладалась податками. Отримуючи землю, ленники зобов'язувались захищати резиденцію єпископа від ворогів. Проте службу можна було замінити грошима. Єпископські ленники не отримували судової влади над своїми підданими.
Орден розумів необхідність створення міцного поміщицького та селянського стану та підвищення статусу нових сіл для зміцнення соціальної бази свого панування і господарського розквіту розореної війнами землі. Тому періодично вносились у прив'язані до земельних володінь обов'язки та платежі зміни, що визначалися становими відмінностями та заслугами. Та завжди орден будував свої стосунки з сільським населенням, керуючись своїми інтересами та силою.
Заселяючи країну, орден не міг ігнорувати існування на території Пруссії корінних жителів. Частина місцевої знатті користувалась пільгами і могла мати помістя з напівнімецьким правом. їх помістя складалися з двох частин: із володінь язичницької пори та наділів отриманих від ордену. За першу частину, на вимогу ордену, вони зобов'язані були сплачувати десятину. За свої заслуги перед орденом прусська знать (вітинги) отримувала наділи з прусськими сім'ями, які працювали на них. Ці сім'ї ставали кріпаками нового поміщика. Орден дуже цінував вітингів, які допомагали йому в утвердженні своєї влади на місцях.
Тяжким було становище прусських сіл, які повністю знаходились у повній економічній залежності від ордену. Вони повинні були відпрацьовувати панщину та сплачувати оброк. Спеціальний чиновник (камергер) слідкував за тим, щоб прусси виконували свої повинності при дворах та полях орденських помість. Клаус Ріль, аналізуючи діяльність Німецького ордену в колонізації Пруссії, стверджував, що спочатку орден робив відмінності між німецькими та прусськими селами. Але вже в XIV ст. ці відмінності зникають. Цей процес посилився в XV ст., коли внаслідок несприятливої політичної обстановки, орден при заселені пустощів почав відчувати нестачу німецьких поселенців. Проте це не було визначальним у становищі прусських селян, тому що їх кріпосна залежність не тільки не послаблювалась, а, навпаки, посилювалась. Якщо відмінності нівелювались то головним чином між дрібними прусськими і німецькими землевласниками, для яких національна приналежність у порівнянні з життєвими проблемами відходила на задній план.
Це стало помітним особливо в другій половині XV ст., коли різко посилилась влада дворян. Після тяжкої тринадцятилітньої війни з Польщею орден не зміг розрахуватися з найманцями за службу грішми і як винагороду запропонував їм натуральну оплату. Керівники загонів найманців, що мали дворянські титули, отримали у володіння великі масиви землі і багато сіл. Фактично було покладено початок радикальним змінам в аграрних відносинах. Саме тоді в Пруссії й виникає кріпосне право.
Ще в 1412 р. магістр заборонив селянам селитися в містах без дозволу поміщика-землевласника. Заборона була підтверджена в земельному порядку ордені 1445 р. У випадку самовільного виходу селян до міста їх силою повертали назад до господаря, який мав право покарати їх. В 1503 р. магістр видав указ відповідно до якого наймити, що не працювали більше 13 днів підлягали арешту. В 1525 р. після падіння орденської держави герцог Альбрехт Бранденбурзький завершив справу магістрів по закріпаченню селян. Він підписав кілька земельних законів, за якими залежний селянин вже не міг перейти до іншого господаря без письмового дозволу свого хазяїна. Вводились повинності і для селянських дітей, які теж не мали місця на стороні без згоди поміщика.

#### Останні десятиліття правління ордену
В останні десятиліття правління ордену великі землевласники почали проявляти рішучий вплив на прийняття земельних законів і оформились, по суті, в правлячий стан. Його представники призначались радниками магістрів, Верховного суду, главами відомств (амтів). Лише Кьонінг протестував проти зростання влади дворянства, але без особливого успіху. І хоча процес був спірним, розраховуватись за борги довелося знову за рахунок селян.
Формування прусського землеволодіння сприяло розвитку сільського господарства в орденській державі. До 1410 р. в Пруссії було засновано близько 1400 сіл, не рахуючи тих, що вже існували. Поміщики і селяни вирощували жито, пшеницю, ячмінь, овес, бобові, прянощі. Наприкінці XIV- початку XV ст. виробництво зерна в Пруссії вже переважало внутрішнє споживання і хліб став предметом експорту. На території орденської держави діяло близько 400 млинів, що належали лицарям. Вони виробляли борошна на п'ятисот тисячне населення. Орден всіляко заохочував розвиток тваринництва. Гросмейстер Конрад фон Юнгінген для поліпшення племінного стада виписував племінну худобу з інших земель, зокрема, з Голландії. У селян було більше 60 тисяч овець, але шерсть експортувати заборонялось, оскільки Пруссія сама виготовляла сукно на вивіз. У південних районах розвивалось виноградарство і садівництво.
Займались сільським господарством і міщани. Майже кожен з них мав земельну ділянку і міг утримувати худобу за це вони сплачували місту податок, частина якого йшла на утримання пастухів.

#### Правління Конрада фон Юнгінгена
Важливу роль у поповнені продовольства мало внутрішнє рибальство. Встановивши свою юрисдикцію на території пруссів, орден визначив умови риболовлі в ріках і водоймах. Грамотами визначались межі риболовлі в ріках. Маленькі водойми віддавалися у володіння цілими, а великі — ділились між селами. В міру зміцнення влади ордену скорочувались пільги на рибну ловлю, зокрема, у великих озерах. Регулювалась рибна ловля і в затоках.
Прусські ліси, особливо на кордоні з Литвою, були багаті на дичину. Тут водились зубри, ведмеді, бобри, кабани, куниці тощо. Орденські правителі мали фіскальні права на ліси та пасовища, що приносило їм великі доходи.
При Конраді фон Юнгінгені вперше у Східній Пруссії стали розроблятися методи боротьби зі стихійними лихами. Почали будуватися дамби, шлюзи на річках. Було створене особливе управління з осушення і зрошення земель. Міста і села зобов'язані були слідкувати за чистотою рік і озер. Контроль за виконанням цього рішення здійснював спеціальний чиновник. Для поліпшення судноплавства будувались канали, особливо на річках несприятливих для судноплавства. У 1689 р. розпочинається будівництво каналів, яке завершилось в 1697 р. Введення їх в експлуатацію мало велике значення для економіки Пруссії. Інтенсивним стає сплав лісу, прискорився рух руських та польських товарів у Кенінсберг, пожвавилась внутрішня торгівля.

### Ремесло
Ремесло зосереджувалось головним чином в містах і мало цеховий характер. У трьох містах Кенігсберга (Альштадті, Кнайпхофі, Льобеніхті) було 30-40 ремісничих цехів. Основу міської економіки складало просте товарне виробництво. Майстри мали невеликі підприємства з підмайстрами та учнями. Особливо швидкими темпами розвиваються пріоритетні галузі ремесла — деревообробка і будівництво. Остання галузь ремесла мала привілейований статус. Мулярі, каменярі та інші будівельники отримували від міста поденну платню.
Цінувались в орденській державі столярі, різьбярі по дереву та майстри — ювеліри. Цікаво, що вартість ювелірних виробів визначалась не художньою цінністю, а вагою дорогоцінних металів закладених у вироби, тому майстри не особливо намагалися демонструвати свою справжню майстерність.
Орден виступав монополістом у справі добування, обробітку і збуту «соляного каменю». Довгий час орден не дозволяв створювати в країні цехів по його обробці, тому що це вважалося підривом фінансового становища країни. Існували цехи лікарів та аптекарів, музикантів. Виникали великі купецькі і міські цехи, які вимагали спеціалізації виробництва. По всій Пруссії зустрічалися підприємства м'ясників, цирульників, взуттєвиків. В прибережних містах процвітали цехи морських та річкових човнярів. У великих кількостях виготовлялось пиво. В одному лише Данцігу нараховувалось 416 пивоварень. Броварство стало національним елементом життя підданих.
Ремісничі цехи розробляли свої професійні статути, які регламентували їх внутрішнє життя, контроль за якістю продукції. Статути повинні були відповідати не лише особистим інтересам членів цеху, а й враховувати державні інтереси.

### Штрафи
За недотримання уставних правил застосовувались штрафи. Чітке уявлення про це дає статут цеху м'ясників м. Шіппенбайля, затверджений курфюрством у серпні 1666 р. Документ фактично розкриває спосіб життя і праці ремісників Пруссії.
В уставі зазначалось, якщо майстер бере учня зі сторони, учень повинен заплатити цеху 40 грошів і виставити бочку пива. Хто не вносить орендну плату за свої бойні у розмірах, встановлених головним цехом, повинен сплатити штраф 60 грошів. Майстер міг володіти лише однією бойнею. Для ліквідації конкуренції заборонялося в радіусі однієї милі продавати м'ясо іншим особам, а також привозити на ринок не солене м'ясо. За неявку майстра на щоденну вранішню нараду цеху передбачався штраф у розмірі 6 грошів. Якщо порушник відмовлявся сплачувати штрафи його притягував до відповідальності магістрат, який зі свого боку теж накладав штраф у подвійному розмірі. Вся сума штрафів ділилася на три частини: одна — йшла правлінню, друга — магістрату, третя — цеху.
Взагалі список ремесел, що знайшли розвиток у Пруссії досить широкий, але мало чим відрізнявся від інших країн. Був попит на цирульників, хірургів, інших медиків, візити яких оплачувались дуже дорого. Поряд з морським розвивалося річкове суднобудування. Для органів управління ордену необхідні були писарі, землеміри, а для існуючих церков, замків, міських будинків і споруд — архітектори, скульптори, живописці, які, як правило, отримували за свою роботу щедру винагороду.
Весь режим середньовічної регламентації в орденській державі сприяв виробленню таких відмінних рис у способі життя німецької нації як консерватизм і стабільність. На відміну від Англії, де вже у XVII ст. розпочалася промислова революція, в Пруссії цехова система з перевагою ручної праці збереглася аж до ХІХ ст. Розвиток мануфактури гальмувався цеховими привілеями, численними місцевими і провінційними митними зборами.
Орден всіляко заохочував розвиток торгівлі. Розквіт її припав на період правління фон Кніпроде, коли магістр дозволив трьом містам Кенігсберга ввійти в Ганзейський торговий союз, що відразу ж оживило економічне життя ордену. Кенігсберг поступово перетворився у торгового посередника між європейським сходом та Польщею, Руссю та Литвою.
Аналізуючи становище торгівлі в орденській державі, з'являється думка про невідповідність духовного призначення монахо-лицарського товариства й розмаху його комерційної діяльності з метою досягнення максимального прибутку та накопичення багатства. Деякі історики звинувачували орден у фальсифікації були папи Олександра IV від 6 серпня 1257 року про торгові привілеї для тевтонів. Власне сумнів викликав текст, який був дослівно повторений грамотою папи Урбаном IV в 1263 р., і не містив суттєвих обмежень ордену на широку торгівлю. Проте на сьогодні доведено, що обидві грамоти справжні. Урбан розумів, що утвердитись в Пруссії як сильна християнська держава на основі права з іншими державами орден міг лише при умові входження його в міжнародну торгівлю як необмеженого виробника й покупця.
Кенігсберг серед інших міст-членів Ганзи займав досить скромне місце. Найбільшою його торговою фірмою був торговий дім, який вів широку торгівлю при посередництві кенігсберзького та марієнбургзького «гросшеферів» (орденська посада для керування всіма торговими операціями). Його товарообіг переважав всіх разом взятих торговців міста. У Кенігсберзі починався відомий ще прусам «бурштиновий шлях». Він перетинав Претель, де проходив кордон морського і річкового судноплавства. І хоча великі судна зазвичай розвантажувались в Пілау, ганзейські купці за допомогою лоцманів заходили і в кенігсберзький порт. Кенігсберзький торговий дім укладав угоди на постачання сільськогосподарської продукції, копченої, в'яленої та солоної риби від Нідерландів до Новгорода, Бреслау, Лемберга. Найвигіднішим був збут бурштину. Торговий дім закуповував сировину і вироби з бурштину у маршала ордену і з великою вигодою для себе перепродував їх в інші країни. Маршал в свою чергу мав справу з управителем фортеці Лохштед. Бурштиновий намісник, як його називали періодично, поставляв «сонячний камінь» у замок.
Кенігсберзькі купці не були єдиними посередниками в торгівлі бурштином. Частина бурштину потрапляла для продажу до Львова, де німецькі та вірменські купці скуповували його і поставляли на Близький та середній Схід. Найбільший прибуток торговий дім отримував з продажі прекрасних трояндових вінків із бурштину. Але й необроблений бурштин мав великий попит. Велика кількість його вивозилась в Любек і Брюгге, де йшов на виготовлення чоток. В середньому за рік агенти торгового дому поставляли в ці міста ЗО бочок бурштину. Отримували вони за нього в 2,5 рази більше ніж дім платив маршалу ордену. За отримані гроші торговий дім закуповував за кордоном сукно, прянощі, вино, папір, залізо тощо. Частина прибутку йшла на утримання гарнізонів і фортець.
З 1392 року оживилась торгівля Пруссії з Фландрією. В Прусію поставлялось голландське сукно, масло, рис, сіль та інші товари. Проте морська торгівля була пов'язана з ризиком оскільки на морі хазяйнували пірати. Це призвело до того, що в Любеку змушені були заборонити плавання ганзейських кораблів у Фландрію, особливо у порт Свен. Це змусило гросмейстера віддати розпорядження про супровід купецьких кораблів військовими суднами.
Дещо по іншому складалися торгові відносини Ганзи і Англії. В цій країні ганзейські купці були обмежені в своїх правах, а товари обкладалися високим митом. У відповідь на це Ганза ввела заборону на ввіз англійського сукна. В 1398 році торговельні зносини між орденом і Англією припинилися. Лише в 1403 році після переговорів між послами ордену і англійського двору вирішено було відновити взаємовигідні морські перевезення товарів. 8 жовтня 1405 року з'явився договір між орденом і Англією. На взаємній основі купцям гарантувалася свобода заходу суден в порти обох країн і продаж товарів в будь- якому місті. Напруженість у політичних відносинах довгий час заважала торговим відносинам з Польщею. Лише в 1398 році, коли королева Ядвіга уклала договори про перемир'я з орденом, торгівля між двома країнами ожила. Купці Пруссії швидко проклали шлях у Краків.
Важко будь-що сказати про торгівлю ордену з Руссю. Окремі свідчення, що дійшли до нас, свідчать, що спроби налагодити торговельні зв'язки виникали з обох сторін. Князь Андрій Галицький в 1320 р. дав Торнським купцям привілеї на вільну торгівлю тканинами та іншими товарами на своїй території. Орденські негоціанти наперекір волі Польщі, що охороняла монополію на транзитному шляху в Русь, проклали дороги в Новгород і Псков через Литву і Ліфляндію й мали прибуток із цього посередництва. У Новгороді була відкрита ганзейська контора, більш відома в тогочасних джерелах, як «двір святого Петра», тому що на території німецького двору знаходилася церква з такою назвою.
Після початку війни Новгорода з орденом (Лівонською гілкою) в 1368 році відносини між новгородськими та німецькими купцями стали напруженими. Арешти купців та конфіскація товарів з обох сторін рахувалися звичайним явищем. Торгівля занепадала. І на кінець 1494 р. за велінням Івана III Ганзейська контора в Новгороді була закрита, проте не дивлячись на перепони і труднощі, що виникали в торгівлі з орденською державою, російські купці пробивалися в Ганзейські міста. Литовські річкові судна по Меллелю (Міману) через Куршейську затоку і Дейму заходили в Прегель до складів Альштадта і Кнайпхофа і поставляли руські товари: хутра, зерно, льон, сало, віск та ін.
У торгівлю з орденом все активніше втягувалася Москва. Вона використовувала два шляхи просування товарів: перший — Кенігсберг- Вільдміннен-Лік-Аутустово-Гродно-Смоленськ-Москва; другий Кенігсберг-Затока-Мемель-Рига-Псков-Москва. Значну частину серед товарів що ввозили в Русь, складала сіль. Територія Пруссії мала родовища кухонної солі, якої спочатку не вистачало і вона закуповувалася в інших країнах. Гросмейстер Конрад фон Юнрит у 1401 р. знайшов родовища солі при Бонау. Маленькі ж міста орденської держави (Фішхаузен, Тапіау, Велау, Нойхаузен, Фрідланд, Хайлігенбайль та інші) знаходились, як правило біля водяних артерій та доріг, у багатьох випадках на місцях старих прусських поселень. Завдяки їм регулювалася внутрішня торгівля ремісничою та сільськогосподарською продукцією.

## Культура
Орденська держава довгий час брала культурні сили з інших країн, не створюючи власної бази для їх становлення, тому що не була зацікавлена в духовному розвитку своїх підданих. Пояснення можливо просте: суворий устав орденських братів змушував їх обмежувати свої людські потреби, поширюючи обмеження і на культуру.
Навернути народ до культури орден не прагнув. Лише за правління Альбрехта Бранденбургського активно стали розвиватись культурні зв'язки. У Кенінзбергзі магістр влаштовував при дворі турнірні бої, змагання зі стрільби з лука, перегони на конях. З'являються клуби багатих людей, де заможні міщани і поміщики могли поспілкуватися, культурно відпочити.

### Образотворче мистцетво
Інформація, що міститься в орденських архівах, доносить до нас найбільше свідчень про вмілих архітекторів, що будували фортеці та церкви, про художників-іконописців, що розмальовували вівтарі. Німецький історик Бернарт Шмідт знайшов в архівах повідомлення про 21 художника із Данціга, Марієнбурга, Ельбінга, Браунсберга і Кенінгсберга. Серед майстрів образотворчого мистецтва із Кенігсберга він називає Гізебрехта і Томаса, котрі творили картини, розписували зброю, щити на замовлення знатних осіб, а також різьбяра по бурштину Йогана. Шмідт вказує, що деякі художники мали звання «майстра», але оскільки в Пруссії на той час ще не було цехів художників, то можна припустити, що художники отримували цей титул в не багатьох вже існуючих на той час цехах художників, наприклад, в Празі.

### Освіта
Серед лицарів зустрічалися люді освічені, що отримали світське виховання, закінчивши німецький та італійські університети. У кожній орденський фортеці обов'язково повинні були жити не менше двох вчених членів ордену: богослов та юрист. Але все це мало значення лише для ордену і для приватного життя освічених та світських вихованих лицарів, які при нагоді могли проявити свої манери, знання мов, вміння володіти шпагою, мечем. Теж саме можна сказати про орденську бібліотеку, яка мали не лише книги богословського змісту, хроніки і легенди, але й наукові праці. Серйозні книги не призначались для суспільного користування і зберігалися в замку Тапіау (м. Гвардійськ). Це були рукописи виконані на пергаменті та папері. Частина з них, що складалася із 63 рукописів та двох друкованих видань, котрі містили інформацію про медицину, правознавство, входила до Ліфляндської хроніки. Друга частина була представлена 260 рукописними та типографськими виданнями богословського, математичного, філософського та історичного змісту. Серед рукописів виділялися три томи художньо оформлених коментарів до «Євангелія» Томаса фон Аквіно (Фоми Аквінського), переклади книг пророків, а також деякі фрагменти «Старого Заповіту» й історії апостолів.
Для простого населення, особливо ремісників і селян, довгий час єдиною публічною розвагою було відвідування балаганних видовищ тобто ознайомлення з мистецтвом подорожуючих комедіантів. Шкіл у селах не було, а навчанням дітей безсистемно займалися нижчі церковні чини.

### Музика
У суворому ритмі протікало життя при дворі магістра. Битви, успіхи й розваги ордену повністю поглинали його час. Лише в 1413 р. з'явився цех музикантів, що отримав першу охорону грамоту магістра. Однак музична культура і її розвиток, довгий час сконцентровувались, в основному, навколо церкви. Тут утверджувався німецький церковний спів, одноголосні хорали. В період правління магістра Лютера фон Брауншвейга новому собору Кенігсберга був наданий статус пасторської церкви Кнайпхора (вересень 1333 р.). Церква сприяла введенню музики в соборних школах. Учні розважали співом магістра та його гостей під час трапез. Значні зміни сталися при магістрові фон Заксені, котрий привіз до Пруссії не лише світських радників, а й звичку до багатства та пишноти. При дворі стала звучати музика, влаштовувались танці. Інструментами музикантів були труба, сопілка, литаври, скрипка, тромбон, орган. Строга мораль та орденські звичаї поступово зникали. Приклад двору впливав і на верхні прошарки міської спільноти та дворян, які не хотіли відставати від моди.

### Виховання
Прусське дворянство виховувало у своїх синів всі лицарські доблесті, вміння користуватися зброєю, їздити верхи, полювати. Для цього юнаки надсилались до двору магістра, де вони повинні були навчатися придворному етикету. Вихідці з ордену навчались також і у вищих закладах у Лейпцизі, Віттенберзі, Франкфурті, де в основному вивчали богослов'я. Випускники цих закладів ставали пастирями церкви. Варто зауважити, що серед представників церкви було немало освічених людей, котрі мали великий вплив на формування культури і моралі своїх прихожан.
За Альбрехта при дворі з'явився перший лейб-медик, що отримав приватну практику. Але в основному медична допомога перебувала в руках різного роду знахарів і шарлатанів різного роду. З іменем Альбрехта пов'язаний розвиток бібліотечної справи, образотворчого мистецтва, скульптури, друкарського виробництва.

### Архітектура
Варто також відмітити своєрідність архітектурного вигляду міст сіл, що сформувався в Пруссії за часів орденської держави. Коли хрестоносці оволодівали землями Пруссії вони будували дерев'яні тимчасові фортеці. Потім, коли пруси були підкоренні вони почали будувати кам'яні замки, що відзначалися розкішшю та пишнотою. Згодом, коли страх перед помстою з боку пруссів пройшов колоністи почали поселятися не лише поблизу лицарського замку, але й в зручних для ведення сільського господарства землях. Оскільки населення Пруссії формувалось з представників різних народів, то сільській місцевості поступово закріпилось чотири основних типів будівництва: німецьке помістя, литовський будинок на північному сході, мазурський будинок на південному сході та ерманландський будинок в районах Ельбінгу та Марієнбургу.
Характерному особливістю німецького помістя були фахверкові побудови. Будинок не фарбували. Перший поверх робили зрубом, а другий — мав вигляд високої фахверковуої мансарди. Литовський хутір складався з невеликих будов: літнього і зимового будиночка з холодними сіньми та загальною кімнатою, господарських прибудов. Будинок робили у вигляді зрубу з дощатим фронтоном і солом'яним дахом. Мазурське помістя було будинком навколо якого щільно розташовувались господарські будівлі. Майже в кожному будинку була майстерня для килимоткацтва. План ерманландського помістя приблизно виглядав так само як і в мазур, але будинок був іншим. Перший поверх — це був зруб, знизу виступала веранда, а зверху — мансарда і фахверковий фронтон, прикрашений андріївським хрестом та орнаментом. Ерманландський будинок багато в чому нагадував західнопрусський будинок. Прусські міста були не великими, а відстань між ними складала від 10 до 50 км. Якогось особливого місцевого архітектурного стилю орденська держава не виробила. Переважала готика, а бароко лише при будівництві престижних будов. За часи ордену було засновано 50 міст. Для них характерним було геометричне планування з прямими вулицями і прямокутними площами, де зазвичай знаходилась ратуша. Ближче до міської стіни зводилась церква. Міста розташовувались на підвищення та по берегах річок.

Усе це свідчить про те, що не лише битви, успіхи та поразки цілком поглинали час ордену. Було в його житті й місце для культурного розвитку, який зростав у поєднанні монастирсько-лицарських традицій із пишністю, вишуканістю та помпезністю прогресивних країн тогочасної західної Європи, створюючи власні специфічні риси та особливості, надбання.

## Претенденти на спадщину ордену

### Пруссія
Пруссія, незважаючи на те, що була протестантською державою, претендувала на те, щоб бути духовною спадкоємицею ордену, особливо у сфері військових традицій.
У 1813 році в Пруссії був установлений орден «Залізний Хрест», вид якого відображав символ ордену. Історія ордену викладалася в прусських школах.

### Нацизм
Нацисти вважали себе такими, що продовжують справи ордену, особливо в галузі геополітики. Доктрина ордену «похід на схід» була повністю засвоєна керівництвом.
Нацисти претендували і на матеріальне майно ордену. Після аншлюсу Австрії 6 вересня 1938 року володіння ордену, що збереглися, були націоналізовані на користь Німеччини. Те ж саме відбулося після захоплення Чехословаччини в 1939 році. Зберегли незалежність тільки орденські лікарні й будівлі в Югославії і на півдні Тіролю.
Була також проведена інспірована Генріхом Гімлером спроба створити якийсь власний «Тевтонський орден» (як його часто називають у літературі «Чорний орден») з метою відродження німецької військової еліти. До цього «ордену» увійшло десять осіб на чолі з Рейнхардом Гейдріхом.
При цьому нацисти переслідували священиків справжнього ордену, а також нащадків тих прусських сімейств, чиє коріння сходило до лицарів ордену. Деякі з цих нащадків прилучилися до антигітлерівської опозиції.

## Відродження ордену
Відновлення ордену відбулося в 1834 за сприяння австрійського імператора. Новий орден був позбавлений політичних і військових амбіцій і зосередив зусилля на добродійності, допомозі хворим тощо.
У період нацистських гонінь на орден його діяльність була фактично згорнута.
Після закінчення війни ордену були повернені конфісковані нацистами австрійські володіння.
У 1947 році декрет про ліквідацію ордену був формально анульований.
Орден не був відновлений у соціалістичній Чехословаччині, але відродився в Австрії та Німеччині. Після розпаду радянського блоку відділення ордену з'явилися на території Чехії (у Моравії і Богемії), Словенії і деяких інших європейських країнах. Є також маленьке (менше двадцяти чоловік) співтовариство членів ордену в США.
Резиденція Великого магістра, як і раніше, знаходиться у Відні. Там само знаходяться скарбниця ордену й бібліотека, що зберігає історичні архіви, близько 1000 старих томів, інших документів. Орденом управляє абат-гохмайстер, хоча сам орден складається переважно із сестер.
Орден розділений на три володіння — Німеччина, Австрія і Південний Тіроль, і два командорства — Рим і Альтенбісен (Бельгія). Орден повністю обслуговує своїми черницями одну лікарню в місті Фризи в Каринтії (Австрія) і один приватний санаторій у Кельні. Сестри ордену також працюють в інших лікарнях і приватних санаторіях у Бад-Мергенгемі, Регенсбурзі і Нюрнберзі.

### Українською мовою
- Котляр М. Ф. Тевтонський орден [Архівовано 2 лютого 2017 у Wayback Machine.] // Енциклопедія історії України : у 10 т. / редкол.: В. А. Смолій (голова) та ін. ; Інститут історії України НАН України. — К. : Наукова думка, 2013. — Т. 10 : Т — Я. — С. 43. — ISBN 978-966-00-1359-9.
- В. І. Прилуцький. Тевтонський орден [Архівовано 2 лютого 2017 у Wayback Machine.] // Юридична енциклопедія : [у 6 т.] / ред. кол.: Ю. С. Шемшученко (відп. ред.) [та ін.]. — К. : Українська енциклопедія ім. М. П. Бажана, 1998—2004. — ISBN 966-749-200-1.

### Англійською мовою
- Seward, Desmond. The Monks of War: The Military Religious Orders. Penguin Books. London, 1995. ISBN 0-14-019501-7
- Christiansen, Eric. The Northern Crusades. Penguin Books. London, 1997. ISBN 0-14-026653-4
- Urban, William. The Teutonic Knights: A Military History. Greenhill Books. London, 2003. ISBN 1-85367-535-0

### Німецькою мовою
- Werner Uhlich: Der Beitrag der Hochmeister Konrad und Siegfried von Feuchtwangen zur Geschichte des Deutschen Ordens. Feuchtwangen 1990 [Архівовано 28 січня 2011 у Wayback Machine.]
- Hartmut Boockmann: Der Deutsche Orden 12 Kapitel aus seiner Geschichte. Beck, München 1999, ISBN 3-406-38174-X
- Alain Demurger: Die Ritter des Herrn. Geschichte der geistlichen Ritterorden. Beck, München 2003, ISBN 3-406-50282-2
- Hermann Schreiber: Preußen und Baltikum unter den Kreuzrittern. Die Geschichte des Deutschen Ordens. Casimir Katz Verlag, Gernsbach 2003, ISBN 3-925825-83-5
- Marian Tumler: Der Deutsche Orden im Werden, Wachsen und Wirken bis 1400. Panorama-Verlag, Wien 1954
- Uwe Ziegler: Kreuz und Schwert. Die Geschichte des Deutschen Ordens. Böhlau, Köln 2003, ISBN 3-412-13402-3

### Польською мовою
- Górski K., Zakon Krzyżacki a powstanie państwa pruskiego, Wrocław 1977 (II wyd. Malbork 2003, ISBN 83-86206-67-5).
- Biskup M., Labuda G., Dzieje zakonu krzyżackiego w Prusach: gospodarka, społeczeństwo, państwo, ideologia, Gdańsk 1988, ISBN 83-215-7238-3.
- Samsonowicz H., Krzyżacy, Warszawa 1988, ISBN 83-85028-96-X.
- Boockmann H., Zakon Krzyżacki: dwanaście rozdziałów jego historii, Warszawa 1998, ISBN 83-7233-048-4.
- Piotr z Dusburga, Kronika ziemi pruskiej, Toruń 2004, ISBN 83-231-1744-6
- Zofia Kowalska, Krzyżacy w innym świetle. Od średniowiecza do czasów współczesnych, Tarnów 1996, ISBN 83-85380-890-2.
- Wiiliam Urban, Krzyżacy. Historia działań Militarnych, Warszawa 2005, ISBN 83-05-13365-6.
- Janusz Trupinda (przekład i tłum.), Reguła Zakonu Szpitala NMP Domu NIemieckiego w Jerozolimie, Malbork 2002, ISBN 83-86206-52-7.
- Paweł Pizuński, Poczet wielkich mistrzów krzyżackich 1998—2000, Gdańsk 2003, ISBN 83-909057-7-9.

### Російською мовою
- Литвин И. Затеряний мир: малоизвестные страницы белорусской истории. Минск — Полоцк — Вильнюс — Рига — Краков — Грюнвальд — Мальборк — Минск. Ноябрь 1999 — июль 2002 гг. [Архівовано 6 лютого 2007 у Wayback Machine.]
- Андреев А. Р. Тевтонский орден. Крах крестового похода на Русь. Алгоритм-ЭКСМО, 2005, ISBN 5-699-12382-2